# Philoponella wuyiensis
Philoponella wuyiensis là một loài nhện trong họ Uloboridae.
Loài này thuộc chi Philoponella. Philoponella wuyiensis được miêu tả năm 1997 bởi Xie et al..